# Johann Georg Ziesenis
Johan Georg Ziesenis (født 1716 i København, død 4. marts 1776 i Hannover) var en dansk/tysk portrætmaler.
Han var en søn af maleren Johan Jürgen Ziesenis (de), en hannoveraner, der 1709 fik borgerskab i København som skildrer, og som bl.a. har malet billedet af Christi dåb i Garnisonskirken (1739). 
J.G. Ziesenis var først uddannet som maler af sin fader og videre udviklet i Düsseldorf. 1764 blev han hannoveransk hofmaler, dog var han i tresserne i Danmark, hvor han har malet et portræt af Hans Egede (stukket 1764) og et portræt af arveprins Frederik, betegnet med årstallet 1767, nu på Fredensborg. 
1766 fik han af kongens kasse 400 Rigsdaler kurant "til Rejse og andre Udgifter"; to år senere var han i Holland, hvor han i Haag blev optaget i malerlavet, og hvor han har malet portrætter af statholderen Vilhelm 5. af Nederlandene og familie. Et portræt af statholderen og hans hustru, den preussiske prinsesse Frederikke Sofie Vilhelmine, findes i Mauritshuis i Haag. 
Ziesenis har også virket i Braunschweig og Berlin. Han døde i Hannover 1777. En datter, fru Lampe, var også maler, en anden datter, Margrethe Ziesenis, var miniaturmaler.

## Billeder
| - Værker af Johann Georg Ziesenis - Karl Theodor af Pfalz og Bayern, 1744 - Karl Vilhelm Ferdinand af Braunschweig-Wolfenbüttel Ml. 1762 og 1766 - Frederik den Store af Preussen, 1763 - Kobberstik fra 1764 af Hans Egede udført af Johann Georg Schleuen (de) efter portræt af Ziesenis - Vilhelmine af Preussen, 1768/69 (som statholderinde) I Mauritshuis, Den Haag - Vilhelm 5. af Oranien uklar datering (o. 1769?) - Vilhelm 5. (1748-1806) Ml. 1763 og 1776 - Datteren Elisabeth Ziesenis, gift Lampe (de) Ml. 1760 og 1776 |